# Thomas Joseph Grady
Thomas Joseph Grady (* 9. Oktober 1914 in Chicago, Illinois, USA; † 21. April 2002) war ein US-amerikanischer Geistlicher und römisch-katholischer Bischof von Orlando.

## Leben
Thomas Joseph Grady empfing am 23. April 1938 durch den Erzbischof von Chicago, George William Kardinal Mundelein, die Priesterweihe.
Papst Paul VI. ernannte ihn am 21. Juni 1967 zum Titularbischof von Vamalla und zum Weihbischof in Chicago. Die Bischofsweihe spendete ihm der Erzbischof von Chicago, John Patrick Kardinal Cody, am 24. August desselben Jahres; Mitkonsekratoren waren der Bischof von Madison, Cletus O’Donnell, und Weihbischof Aloysius John Wycislo aus Chicago.
Am 11. November 1974 wurde er zum Bischof von Orlando ernannt und am 16. Dezember desselben Jahres in das Amt eingeführt. Am 12. Dezember 1989 nahm Papst Johannes Paul II. sein aus Altersgründen vorgebrachtes Rücktrittsgesuch an.